# Molophilus inelegans
Molophilus inelegans är en tvåvingeart som beskrevs av Alexander 1927. Molophilus inelegans ingår i släktet Molophilus och familjen småharkrankar. Inga underarter finns listade i Catalogue of Life.